# Titan(III)-bromid
Titan(III)-bromid ist eine anorganische chemische Verbindung des Titans aus der Gruppe der Bromide.

## Gewinnung und Darstellung
Titan(III)-bromid kann durch Reaktion von Titan(IV)-bromid mit Wasserstoff
{\displaystyle \mathrm {2\ TiBr_{4}+H_{2}\longrightarrow 2\ TiBr_{3}+2\ HBr} }
oder direkt aus den Elementen gewonnen werden.
{\displaystyle \mathrm {2\ Ti+3\ Br_{2}\longrightarrow 2\ TiBr_{3}} }
Das Hexahydrat lässt sich durch Reduktion von Titan(IV)-bromid in salzsaurer Lösung darstellen, wobei dieses beim Sättigen der Lösung mit Bromwasserstoffsäure ausfällt.
{\displaystyle \mathrm {TiBr_{4}\longrightarrow TiBr_{3}\longrightarrow TiBr_{3}\cdot 6H_{2}O} }

## Eigenschaften
Titan(III)-bromid liegt als schwarzblaue, in Durchsicht blaugrüne Kristalle vor, die löslich in Wasser sind und sich bei 550 °C in Titan(II)-bromid und Titan(IV)-bromid zersetzen. Titan(III)-bromid kommt in zwei verschiedenen Kristallstrukturen vor, wobei die alpha-Form der trigonalen von Titan(III)-chlorid mit der Raumgruppe R3 (Raumgruppen-Nr. 146) (a = 640 pm, c = 1870 pm) entspricht. Das ebenfalls existierende Hexahydrat ist ein rötlich-violetter kristalliner Feststoff, der bei 115 °C schmilzt und sich bei 400 °C zersetzt. Es ist löslich in Wasser, Methanol, Ethanol sowie Aceton, jedoch unlöslich in Tetrachlorkohlenstoff und Benzol.